# Willowdale (Toronto)
Willowdale est une communauté de Toronto, dans la province de l'Ontario au Canada. La communauté se trouve dans le district de North York. À l'origine, il s'agissait de trois village nommés Newtonbrook, Willowdale et Lansing.
Willowdale était originellement un village postal (originellement Willow Dale) qui couvrait l'avenue Finch au nord, l'avenue Elmwood au sud, la rue Bathurst à l'ouest et l'avenue Bayview à l'est. Le village postal de Lansing était de Elmwood au nord jusqu'à approximativement l'autoroute 401 au sud, Bathurst à l'ouest et Bayview à l'ouest. Le village postal de Lansing existait toujours jusqu'au moment où l'office de poste de Lansing ferma ses portes. Quand un nouveau bureau de poste fut construit à Williwdale, l'ensemble du territoire de Willowdale et de Lansing devint Willowdale, mais toujours un village postier à l'intérieur de la municipalité de North York. Le village s'étendit vers l'ouest jusqu'à l'avenue Victoria Park, au sud jusqu'à l'autoroute 401 et au nord jusqu'à l'avenue Steeles. À l'ouest, le village a buté celui de Bayview et chevauche Newtonbrook au nord. North York Centre est souvent considéré comme faisant partie de Willowdale.
Le joueur de hockey sur glace Steve Shutt est originaire de la communauté.